# Relacions exteriors de Guinea Bissau
Aquest és un article sobre les relacions exteriors de Guinea Bissau. La República de Guinea Bissau segueix una política exterior no alineada i busca relacions d'amistat i cooperació amb una àmplia varietat d'estats i organitzacions. França, Portugal, Angola, Brasil, Egipte, Nigèria, Líbia, Cuba, l'Organització per l'Alliberament de Palestina i Rússia tenen oficines diplomàtiques a Bissau.

## Relacions bilaterals

### Botswana
Botswana i Guinea Bissau van establir relacions diplomàtiques el 22 de març 2010.

### Cap Verd
La República de les illes Cap Verd estan a uns 900 quilòmetres al nord-oest de Guinea Bissau. Tots dos eren colònies de l'Imperi Portuguès i van lluitar junts per la independència amb un pla per a la unificació, però ambdós països se separen en 1980.

### Rússia
Guinea Bissau té una ambaixada a Moscou, i Rússia té una ambaixada a Bissau.

### Corea del Sud
La República de Corea fou visitada el juny de 1983 per l'assessora de Política i Afers Exteriors del President Francisca Vas Turpin, el juny de 1985 pel president Joao Bernardo Vieira, en juny de 1986 pel Ministre de Defensa Nacional Abdoul Kabele i el novembre de 2011 pel ministre d'Economia i Finances Nosolini Embaló i el Ministre d'Afers Exteriors Pires.

### Estats Units
L'Ambaixada dels EUA va suspendre les operacions a Bissau el 14 de juny de 1998, enmig d'un conflicte violent entre les forces lleials al llavors president  Vieira i la junta dirigit pels militars. Abans i després del tancament de l'ambaixada, els Estats Units i Guinea Bissau han gaudit d'excel·lents relacions bilaterals.

## Organitzacions internacionals
Guinea Bissau és membre de diverses organitzacions internacionals: les Nacions Unides i molts dels seus organismes especialitzats i relacionats, incloent el Banc Mundial, el Fons Monetari Internacional (FMI), l'Organització Mundial de la Salut, l'Organització per a l'Agricultura i l'Alimentació, el Grup dels 77 i l'Organització Internacional d'Aviació Civil.
Guinea-Bissau és també un membre del Banc Africà del Desenvolupament (BAD), de la Comunitat Econòmica dels Estats d'Àfrica Occidental (CEDEAO), la Unió Econòmica i Monetària de l'Àfrica Occidental (UEMOA), l'Organització de la Conferència Islàmica (OCI), la Unió Africana (UA) i la permanent Comitè Permanent Interestatal per a la Lluita contra la Sequera al Sahel (CILSS).